# Anfesibena

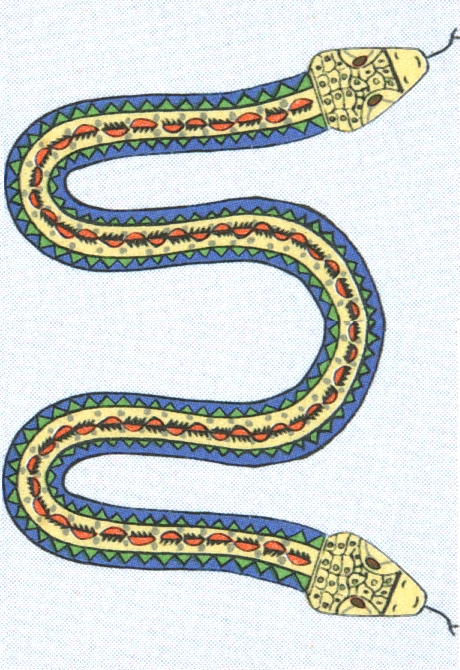
Disegno di un'anfesibena

L'anfesibena o anfisbena è un mitico serpente dotato di due teste, una ad ogni estremità del corpo, e di occhi che brillano come lampade. Secondo il mito greco, l'anfisbena fu generata dal sangue gocciolato dalla testa della gorgone Medusa quando Perseo volò, stringendola in pugno, sopra il deserto libico.
L'anfesibena come creatura mitologica e leggendaria è stata citata da Marco Anneo Lucano e Plinio il Vecchio. Viene citata, inoltre, da Dante nel canto 24 dell'Inferno, da Borges nei suoi Manuale di zoologia fantastica e Il libro di sabbia e da Giorgio Manganelli in Centuria e in Dall'inferno. È stata citata anche da Francesco Guccini nel suo album L'ultima Thule.
Il nome deriva dal latino amphisbaena, greco ἀμϕίσβαινα, composto di ἀμϕι- «anfi-» e βαίνω «andare», quindi che significa "che va in due direzioni".

## Araldica
La rappresentazione araldica ordinaria dell'anfesibena, detta più correntemente "anfisbena", è quella di un serpente disposto a forma di 5 o di S, inanellato e con una seconda testa al termine della coda. Le due teste gli permettono di procedere sia in avanti che all'indietro senza differenza. Quando una testa dorme, l'altra resta sveglia in guardia.
Le due teste sono abitualmente di smalto oro o argento, quella superiore, e nero, quella inferiore. Questa rappresentazione simboleggia la vittoria del Bene sul Male. Nella sua forma più completa l'anfisbena mostra la parte luminosa alata e quella oscura membrata, cioè con un paio di zampe scagliose. Quando è rappresentata con le due teste unite, queste non sono differenziate e, dunque, lo smalto non ha rilevanza.
L'anfisbena può essere blasonata sia con gli attributi dei carnivori sia con quelli degli uccelli.

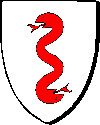
Anfisbena
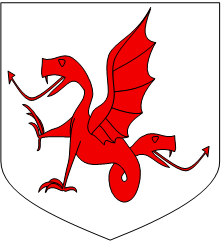
Anfisbena di rosso
Anfisbena di rosso
Stemma del comune polacco di Zapolice